# Михалкин, Михаил Семёнович
Михаил Семёнович Михалкин (4 ноября 1898, Санкт-Петербург, Российская империя — 9 декабря 1980, Москва, СССР) — советский и польский военачальник, генерал-полковник артиллерии (12.8.1956), генерал брони (ПНР).

## Биография
Родился в 1898 году в Санкт-Петербурге. В РККА с 1918 года. Участник Гражданской войны. С 1925 года служил в Белоруссии в городе Борисов. С 1927 года командир артбатареи в Киселевичах (под Бобруйском).
Окончил Артиллерийскую академию РККА имени Ф. Э. Дзержинского. В конце 30-х гг. командир артполка. В 1939 году командующий артиллерией дивизии, участвовал в Польском походе РККА и присоединении Западной Белоруссии к СССР.
В 1940 году командующий артиллерией 50 СК (Выборг), участвовал в советско-финской войне. Награждён орденом Красного Знамени. Член ВКП(б).
Участник Великой Отечественной войны. С 31 июля 1941 года — начальник артиллерии формируемой в Ленинграде 42-й армии, полковник. С 1942 года — командующий артиллерией 42-й армии. Генерал-майор артиллерии (3.5.1942). С 1944 — и до конца войны командующий артиллерией 21-й армии. Генерал-лейтенант артиллерии (16.5.1944).
С 1950 по 1956 год — командующий артиллерией Войска Польского, назначен по рекомендации маршала Советского Союза К. К. Рокоссовского. Генерал-полковник артиллерии (12.8.1956). С 1956 года — начальник ВАК при Военной артиллерийской академии. С 1961 года — в отставке.
Скончался 9 декабря 1980 года. Похоронен на Богословском кладбище Санкт-Петербурга.
Сыновья:
- Юрий Михайлович Михалкин — 1925 г. р., погиб[2] на фронте, по состоянию на конец июля 1944 г. был сержантом, кавалером ордена Красной Звезды, медалей «За отвагу» и «За оборону Ленинграда»[3].
- Владимир Михайлович Михалкин (1927—2017) — маршал артиллерии.

## Награды

### СССР
- орден Ленина (21.02.1945[4])
- четыре ордена Красного Знамени (11.04.1940, 03.11.1944[4], 06.04.1945, 24.06.1948[4])
- орден Суворова I степени (22.06.1944)
- орден Суворова II степени (21.02.1944)
- орден Красной Звезды (24.01.1943)
- медали СССР

Приказы (благодарности) Верховного Главнокомандующего в которых отмечен М. С. Михалкин
- За овладение городом Красное Село, превращенным немцами в крепость, и таким же мощным опорным пунктом обороны противника и важным узлом дорог — Ропша. 19 января 1944 года № 60.
- За овладение городом Пушкин (Царское Село) и городом Павловск (Слуцк) — крупными железнодорожными узлами и мощными опорными пунктами обороны немцев. 24 января 1944 года № 63.
- За овладение городом и крупным железнодорожным узлом Гатчина (Красногвардейск), превращенным немцами в крепость с развитой системой долговременных оборонительных сооружений. 26 января 1944 года № 64.
- За овладение городом и крупной железнодорожной станцией Териоки, важным опорным пунктом обороны противника Яппиля и захват свыше 80 других населенных пунктов. 11 июня 1944 года № 112.
- За прорыв линии Маннергейма и за овладение городом и крепостью Выборг. 21 июня 1944 года № 113.
- За овладение крупным центром Силезского промышленного района Германии городом Глейвиц, превращенным немцами в мощный узел обороны. 25 января 1945 года. № 253.
- За овладение крупным центром промышленного района немецкой Силезии городом Гинденбург — важным узлом коммуникаций и мощным опорным пунктом обороны немцев. 26 января 1945 года. № 257.
- За овладение центром Домбровского угольного района городом Катовице, городами Семяновиц, Крулевска Гута (Кенигсхютте), Миколув (Николаи) и в немецкой Силезии крупным промышленным центром городом Беутен, и полное очищение от противника Домбровского угольного района и южной части промышленного района немецкой Верхней Силезии. 28 января 1945 года. № 261.
- За форсирование реки Одер юго-восточнее города Бреслау (Бреславль), прорыв сильно укрепленной долговременной обороны немцев на западном берегу реки и овладение в ходе наступления войска фронта городами Олау, Бриг, Томаскирх, Гротткау, Левен и Шургаст — важными узлами коммуникаций и сильными опорными пунктами обороны немцев на западном берегу Одера. 6 февраля 1945 года. № 270.
- За прорыв обороны противника западнее и южнее города Оппельн, окружение и разгром группы немецких войск юго-западнее Оппельна, а также овладение в немецкой Силезии городами Нойштадт, Козель, Штейнау, Зюльц, Краппитц, Обер-Глогау, Фалькенберг, более 400 других населенных пунктов. 22 марта 1945 года. № 305.
- За овладение в Силезии, западнее Одера, городами Нейссе и Леобшютц — сильными опорными пунктами обороны немцев. 24 марта 1945 года. № 307.

### Иностранные награды
- орден «Легион почёта» степени командора (США, август 1944)[6].
- орден «Знамя Труда» I степени (ПНР, 1956)
- Командорский крест ордена Возрождения Польши (ПНР, 1954)
- Рыцарский крест ордена Воинской доблести (ПНР, 1968)
- Рыцарский крест ордена Возрождения Польши (ПНР)
- бронзовая медаль «Вооруженные силы на службе Родине» (ПНР, 1955)